# Joan Laporta
Joan Laporta (în catalană Joan Laporta i Estruch, n. 29 iunie 1962, Spania) este un politician spaniol. A fost președintele clubului de fotbal FC Barcelona între anii 2003-2010 și a revenit în această funcție în 2021.